# Броніславка (Новодворський повіт)
Броніславка (пол. Bronisławka) — село в Польщі, у гміні Помехувек Новодворського повіту Мазовецького воєводства.
Населення — 157 осіб (2011).

## Демографія
Демографічна структура станом на 31 березня 2011 року:
|          | Загалом | Допрацездатний вік | Працездатний вік | Постпрацездатний вік |
| -------- | ------- | ------------------ | ---------------- | -------------------- |
| Чоловіки | 77      | 20                 | 50               | 7                    |
| Жінки    | 80      | 15                 | 52               | 13                   |
| Разом    | 157     | 35                 | 102              | 20                   |